# NGC 2601
NGC 2601 is een balkspiraalstelsel in het sterrenbeeld Vliegende Vis. Het hemelobject werd op 7 maart 1835 ontdekt door de Britse astronoom John Herschel.

## Synoniemen
- ESO 60-5
- IRAS 08251-6757
- PGC 23637